# Sophie Vitek
Sophie Vitek (* 11. Jänner 1919 in Wien) ist eine österreichische Widerstandskämpferin gegen den Nationalsozialismus und Historikerin. Sie wurde von der NS-Justiz gemeinsam mit Ernestine Diwisch, Friedrich Muzyka, Alfred Rabofsky und Anna Wala zum Tode verurteilt und saß sieben Monate in der Todeszelle. Danach wurde ihr Urteil aufgrund einer Intervention bei Heinrich Himmler auf fünfzehn Jahre Zuchthaus abgeändert, die Todesurteile gegen ihre Genossen hingegen wurden vollstreckt.

## Leben
Die Tochter eines Tischlermeisters besuchte nach den Pflichtschulen und war ab 1938 als Inspektoranwärterin bei der Reichspost beschäftigt. Neben ihrer Arbeit besuchte sie die Maturaschule Freies Lyzeum, an der sie 1940 abschloss, und studierte ab 1941 Geschichte an der Universität Wien. Ihr Schulfreund Alfred Rabofsky machte sie 1939 mit Mitgliedern des Kommunistischen Jugendverbands Österreichs (KJVÖ) bekannt. Vitek schloss sich der Widerstandsgruppe Der Soldatenrat an, beteiligte sich am Versand von Soldatenbriefen, verteilte 1941 und 1942 Flugschriften und versandte sogenannte „Soldatenbriefe“, in denen Soldaten an der Front zu Widerstand und Desertation aufgerufen wurden.
Am 31. Mai 1943 wurde Sophie Vitek verhaftet und von der Gestapo Wien verhört, am 8. Juli 1943 wurde ein Schutzhaftbefehl ausgestellt, am 23. September 1943 vom Oberreichsanwalt beim Volksgerichtshof in Berlin die Anklage erhoben. Mitangeklagte waren ihr Schulfreund Alfred Rabofsky, ihre Nachbarin Anna Wala, sowie Ernestine Diwisch, Friedrich Muzyka und Ernestine Soucek. Im Rahmen des Prozesses am 8. Februar 1944 vor dem Volksgerichtshof in Wien wurde sie zum Tode und zum „Ehrverlust auf Lebensdauer“ verurteilt. Von den sechs Angeklagten wurde lediglich Ernestine Soucek zu einer Haftstrafe im Zuchthaus verurteilt, alle anderen – Diwisch, Muzyka, Rabofsky und Wala – zum Tode durch das Fallbeil.
Am 21. März 1944 erhielt der Rektor der Universität Wien, Eduard Pernkopf, das Urteil des Volksgerichtshofes und setzte noch am selben Tag den Dekan der Philosophischen Fakultät in Kenntnis. Die Urteilsbegründung lautet auf Vorbereitung zum Hochverrat und Feindbegünstigung durch Wehrkraftzersetzung, Vitek habe „teilweise bis Herbst 1941, teilweise auch bis Frühjahr 1942 durch Mitarbeit in einer Zersetzungsaktion seitens des kommunistischen Jugendverbandes in Wien den Hochverrat organisatorisch und agitatorisch vorbereitet und, da dies während des jetzigen Krieges geschah, dadurch zugleich unternommen, den Feinden unseres Reiches Vorschub zu leisten und unserer Kriegsmacht einen Nachteil zuzufügen.“ Da Vitek zum Tode verurteilt worden war, sah die Universität keine Notwendigkeit, ein Disziplinarverfahren einzuleiten.
Aufgrund einer persönlichen Intervention ihres Bruders bei Heinrich Himmler wurde das Urteil gegen Sophie Vitek am 26. August 1943 auf 15 Jahre Zuchthaus abgeändert, ihre Mitangeklagten Ernestine Diwisch, Friedrich Muzyka, Alfred Rabofsky und Anna Wala wurden jedoch im Mai bzw. September 1944 im Wiener Landesgericht hingerichtet. Dort war auch Vitek bis 7. Oktober 1944 inhaftiert, dann wurde sie ins Frauenzuchthaus in Jauer in Schlesien überstellt, wo sie am 8. April 1945 von der Roten Armee befreit wurde.
Nach dem Untergang des NS-Regimes konnte Vitek ihr Studium fortsetzen und es schließlich 1951 mit einer Dissertation zum Thema Samariter auf Österreichs Schlachtfeldern abschließen.

## Nachweise
1. 1 2  Katharina Kniefacz, Alexander Krysl, Manès Weisskircher: Universität und Disziplin: Angehörige der Universität Wien und der Nationalsozialismus, Münster 2011, S. 32 f.
2. ↑  Divergierende Quellen sprechen von acht bzw. neun Jahren.

| Personendaten    | Personendaten                                                                       |
| ---------------- | ----------------------------------------------------------------------------------- |
| NAME             | Vitek, Sophie                                                                       |
| KURZBESCHREIBUNG | österreichische Historikerin und Widerstandskämpferin gegen den Nationalsozialismus |
| GEBURTSDATUM     | 11. Januar 1919                                                                     |
| GEBURTSORT       | Wien, Österreich                                                                    |